# Belciana sobieczkyi
Belciana sobieczkyi är en fjärilsart som beskrevs av Kobes 1983. Belciana sobieczkyi ingår i släktet Belciana och familjen nattflyn. Inga underarter finns listade i Catalogue of Life.